# Etna Green
Etna Green – miasto w Stanach Zjednoczonych, w stanie Indiana, w hrabstwie Kosciusko.